# 924

## Събития
- Английският крал Ателстан се качва на трона.
- Кралство Астурия се преименува на Кралство Леон.
- България превзема Сърбия. Това се случва в златния век на България. Начело на държавата в е цар Симеон Велики (823 – 927)

## Починали
- Етелуеард, крал на Англия
- 17 юли – Едуард-старши, крал на Англия